# Емпу Вуоринен
Ерно Мати Јухани „Емпу“ Вуоринен (фин. Erno Matti Juhani "Emppu" Vuorinen; Ките, 24. јун 1978) је гитариста финског метал бенда Најтвиш. Гитару је почео да свира са 12 година и од тада је свирао у бројним групама, укључујући Најтвиш (у ком је од почетка, и Алтарију. Пошто је клавијатуриста Туомас Холопаинен компоновао већину музике за Најтвиш, може се чути како Вуоринен свира необичне гитарске рифове који су највероватније били намењени за клавијатуре. Године 2006, један од његових споредних пројеката Брадер Фајертраб је објавио свој дебитански албум False Metal.